# 한국연필
한국연필은 대한민국에 본사를 둔 소상공인 형태의 기업이다.
창업주 방정식이 2018년 3월 30일에 대한민국 인천광역시 서구에서 창립하였다.

## 연혁

### 2018년: 창업
- 2018년 3월: 한국연필로 법인 등록